# Pseudomelachromadora papillata
Pseudomelachromadora papillata är en rundmaskart som först beskrevs av Stekhoven 1950.  Pseudomelachromadora papillata ingår i släktet Pseudomelachromadora och familjen Desmodoridae. Inga underarter finns listade i Catalogue of Life.